# Дерябін Геннадій Іванович
Геннадій Іванович Дерябін (16 грудня 1939, село Фаладово Балахнинського району, тепер Городецького району Нижньогородської області, Російська Федерація) — радянський діяч, бригадир суднокорпусників-ремонтників судноремонтного заводу «Нерпа» Мурманської області. Член ЦК КПРС у 1990—1991 роках.

## Життєпис
У 1955—1956 роках — електрик Горьковгесбуду Горьковської області.
У 1956—1958 роках — промивальник геологорозвідувальної експедиції, вантажник Артемівського комбінату будівельних матеріалів Приморського краю.
У 1958 році працював вантажником колгоспу імені Громова Горьковської області.
З 1958 по 1962 рік служив у Радянській армії.
У 1962—1963 роках — слюсар підприємства в місті Балахна Горьковської області.
Член КПРС з 1963 року.
У 1963—1978 роках — судноскладальник, складальник-добудовник, майстер машинобудівного підприємства «Звездочка» Архангельської області.
У 1975 році закінчив вечірню середню школу.
З 1978 року — бригадир суднокорпусників-ремонтників судноремонтного заводу «Нерпа» Мурманської області.
Подальша доля невідома.